# EPRFU Stadium
Le EPRFU Stadium est un stade d'Afrique du Sud situé à Port Elizabeth dans la province du Cap-Oriental. Le sigle EPRFU signifie Eastern Province Rugby Football Union, organisme responsable du rugby à XV dans la province. Il est parfois connu sous son ancien nom de Boet Erasmus Stadium, ou tout simplement « Boet ».

## Histoire
Construit en 1960, il a été rénové dans les années 90, sa capacité tombant de 45 000 à 33 852 spectateurs. Il est principalement dévolu à la pratique du rugby, accueillant notamment les matches des Mighty Elephants qui évoluent dans la Currie Cup. Quelques tests matches des Springboks s'y sont tenus, ainsi que trois rencontres de la Coupe du monde de rugby 1995. 
Il était censé aussi servir à la franchise des Southern Spears, qui devait participer à la Currie Cup en 2006 avant d'intégrer l'édition 2007 du Super 14. 
Or la franchise s'est vu refuser l'intégration dans les deux épreuves.
Il a aussi servi lors de la Coupe d'Afrique des nations de football 1996 et a été retenu pour organiser quelques matches de la Coupe du monde de football de 2010.
Le stade est officiellement fermé en juillet 2010, et est laissé à l'abandon.